# St-Antoine-de-Padoue (Saül)

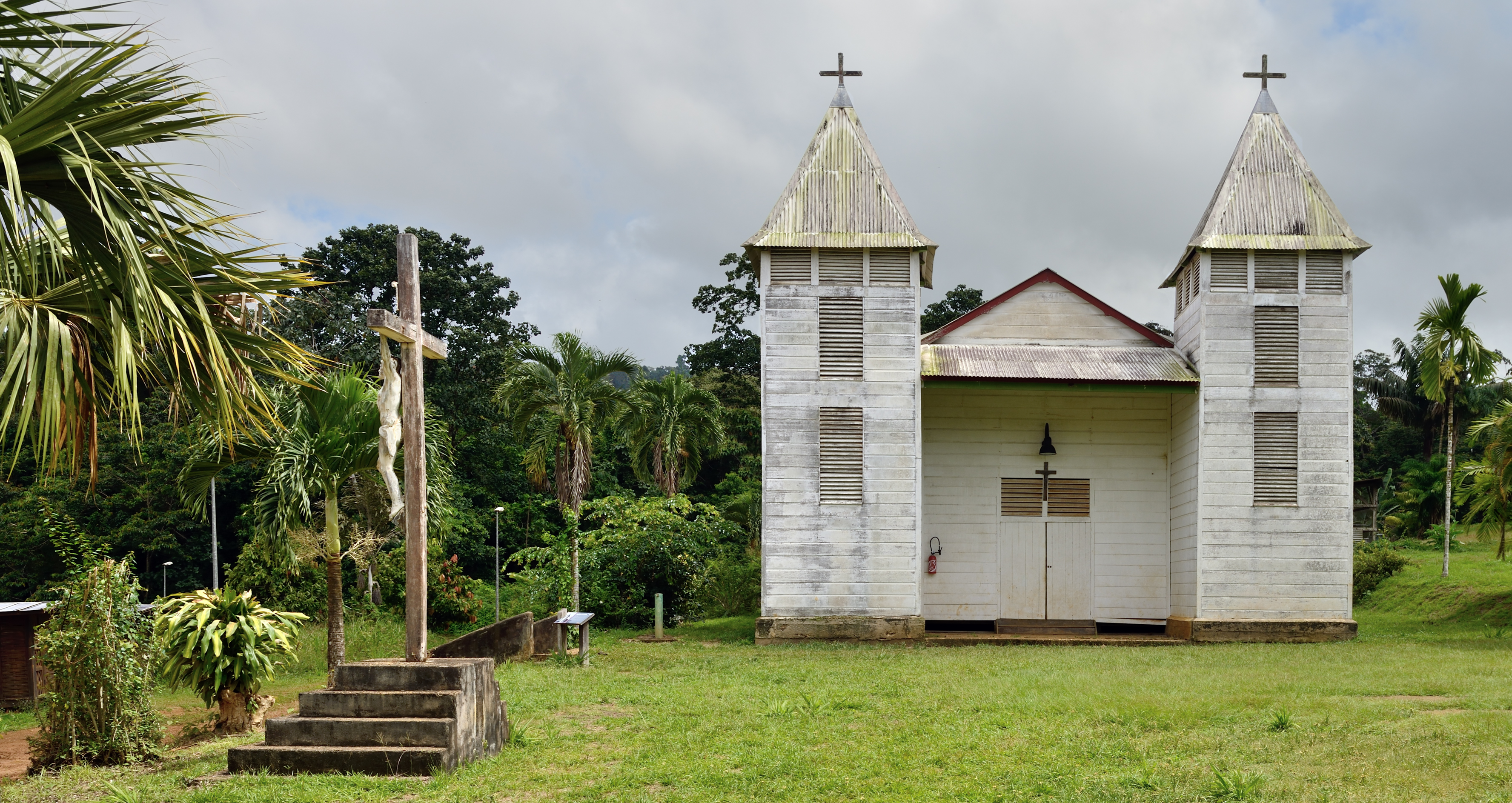
Saint-Antoine-de-Padoue

Die Église Saint-Antoine de Padoue ist die katholische Kirche der Gemeinde Saül im französischen Überseedépartement Französisch-Guayana. Kirchenpatron ist der heilige Antonius von Padua.

## Geschichte
Mit den Bauarbeiten an der Kirche wurde 1952 begonnen und 1962 abgeschlossen. Saül war damals Zentrum des Goldabbaus in Guayana. Der Bau gilt heute als bedeutendstes Zeugnis aus dieser Epoche. Um die Kirche herum organisierte sich das später zur Gemeinde erhobene Dorf.
Ausgeführt wurde der Bau in schlichter Gestaltung, die an den nordamerikanischen Kolonialstil erinnert. Dem Kirchenschiff wurden an der Frontseite zwei gleichförmige Glockentürme beigestellt, die nach oben mit einem Zeltdach abschließen.
1993 wurde der Kirche der Status eines Monument historique zuerkannt.